# Lasiosina obscura
Lasiosina obscura är en tvåvingeart som beskrevs av Dely-draskovits 1979. Lasiosina obscura ingår i släktet Lasiosina och familjen fritflugor. Inga underarter finns listade i Catalogue of Life.